# Draak Lichtgeraakt
Draak Lichtgeraakt is een kijktafereel bestaand uit een fictieve draak in het Sprookjesbos van het Nederlandse attractiepark de Efteling. Het is het elfde sprookje op de route door het Sprookjesbos en ligt tussen De Kleine Zeemeermin en De Wolf en de Zeven Geitjes.  

## Uitbeelding

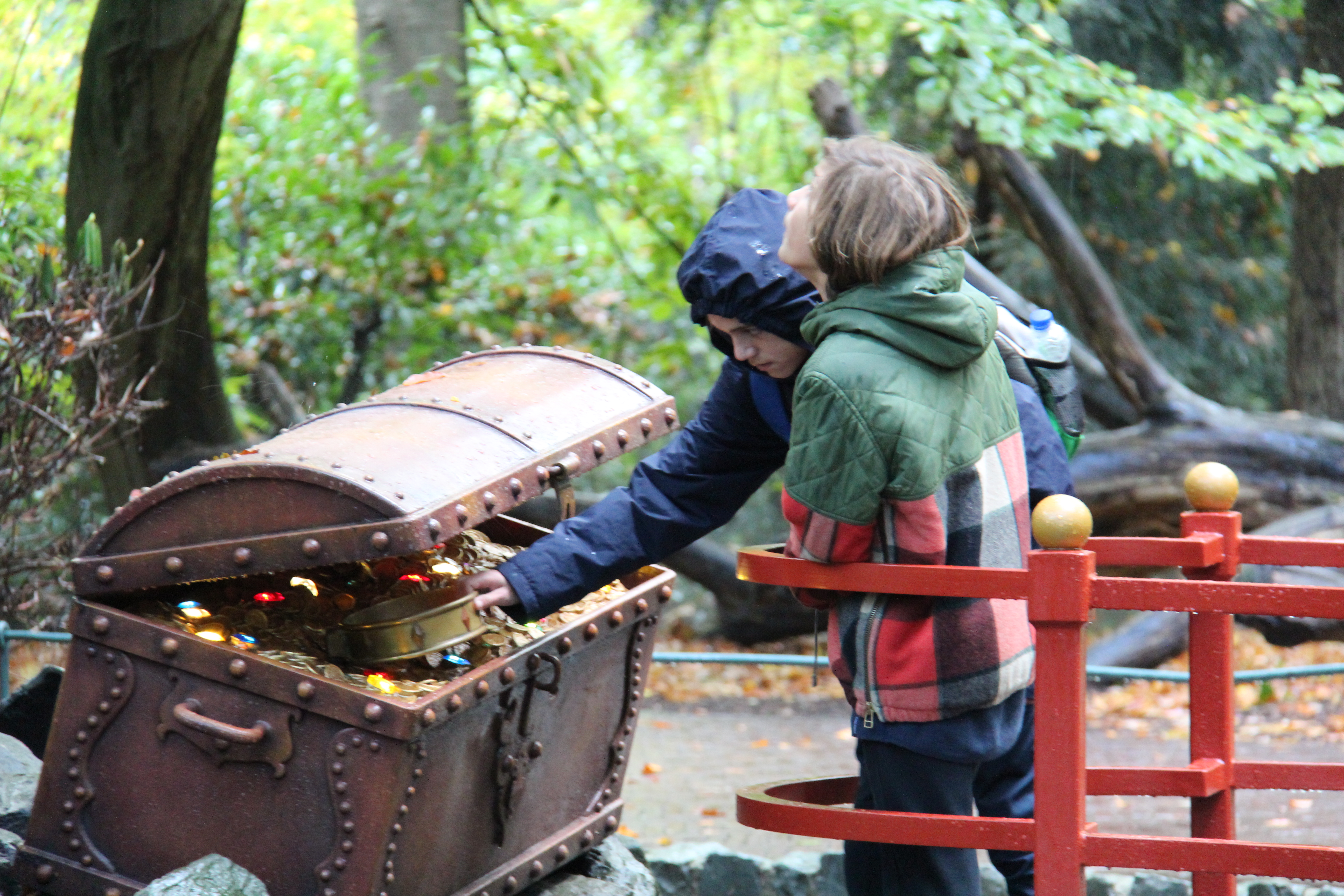
Het tafereel wordt geactiveerd door op de kroon te drukken.

De figuur is een animatronic van een groene draak die op een muur met dakpannen zit. Voor hem ligt een vijver omringd met hekwerk. Bij het hekwerk staat een openstaande schatkist. Wanneer de gouden kroon die in de schatkist zit wordt aangeraakt, komt de draak rookblazend en grommend in beweging. Het gebrul van de draak is een mix van geluidseffecten van een gorilla en een slang, beide afkomstig van de LP The essential death & horror sound effects uit 1977. Doorheen de jaren zijn hier twee verschillende mixen van gemaakt.
De naam Draak Lichtgeraakt is een officieuze benaming die in zwang is geraakt op basis van een begeleidende fototekst in de brochureboekjes van de Efteling. Op een wegwijzer in het Sprookjesbos wordt de figuur aangeduid als Vliegende Draak, terwijl de Efteling anno 2024 in haar officiële communicatie over De Draak spreekt.
De draak is inmiddels uitgegroeid tot een figuur dat gebruikt wordt in shows, maar ook voor merchandise zoals koelkastmagneten, ansichtkaarten, sculpturen en kleding.

## Geschiedenis

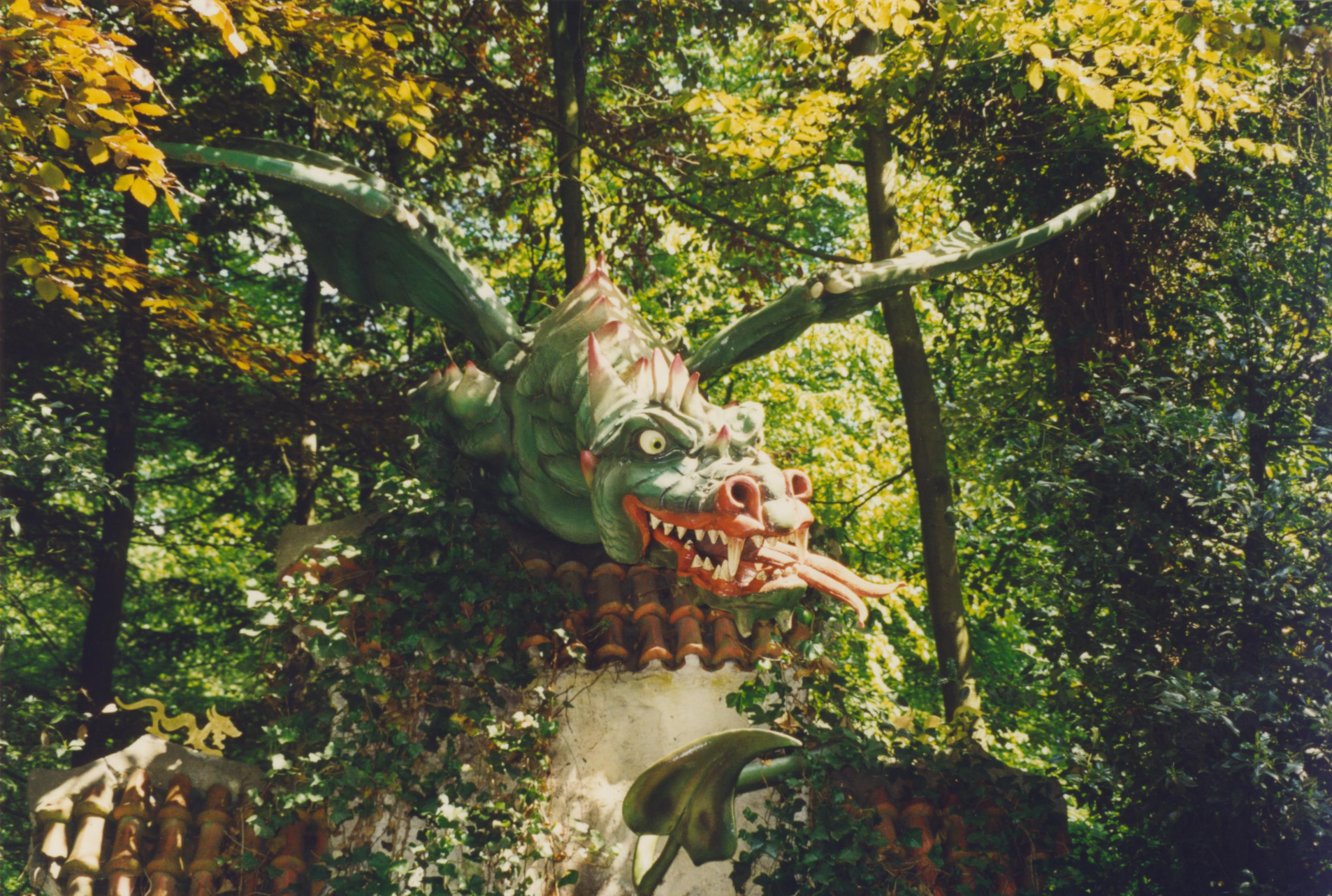
Draak Lichtgeraakt midden jaren 90.

De draak werd in 1979 gerealiseerd als vervanging voor de Chinese Nachtegaal, die zich sinds 1952 op dezelfde locatie bevond. Het muurtje met daarop twee gouden draakornamenten dat als achtergrond voor de nachtegaal gebruikt werd, werd daarbij behouden. In 1979 had de draak een dubbele sik op de kin, maar deze werd enkele jaren na de opening verwijderd. In 1992 werden de groene dakpannen op het muurtje vervangen door rode, en werd de eerste mix van geluidseffecten vervangen door de andere. Bij een renovatie in de winter van 2000-2001 kreeg de draak voor het eerst rokende neusgaten. In 2017 werd nogmaals een renovatie uitgevoerd aan de technische aspecten van de draak en de geluidseffecten. 
Draak Lichtgeraakt is niet ontworpen op basis van een bestaand verhaal. In Het Sprookjesboek van de Efteling van Ad Grooten en Gerrie Van Dongen uit 2009 is echter wel een achtergrondverhaal bij de figuur geschreven. Een korte samenvatting van dit verhaal is sinds 2016 te lezen in een sprookjesboek dat bij de draak is geplaatst. Het tafereel is ontworpen door Ton van de Ven. 